# I sentieri del mondo
I sentieri del mondo - Popoli tribali del nuovo Millennio è una serie di 12 documentari, sui popoli tribali, trasmessi dai canali della TV italiana Rai 2 e Rai 5, dal 2006 e 2009.

## Popoli presenti nel progetto
Nei documentari vengono presentati i seguenti popoli: Innu del Canada, il popolo Baka del Camerun, il popolo Ayoreo che vive in Paraguay, i Mongoli, i Nuba in Sudan, i Vedda nello Sri Lanka e popoli della valle etiope dell’Omo.